# Тартума
Тарту или Тартума (ест. Tartu maakond) је округ у републици Естонији, у њеном источном делу. Управно средиште округа је истоимени град Тарту, који је други град по величини и значају у држави, па је и овај округ веома значајан за Естонију.

Тарту округ је унутаркопнени округ у Естонији, али на истоку излази знатном дужином на Псковско језеро. На југу округ се граничи са округом Пилва, на југозападу са Валга, на западу са округом Виљанди и на северу са округом Јигева.
Округ Тарту спада у веће округе у Естонији са 11,0% становништва земље.

## Урбана насеља
- Тарту
- Елва
- Каласте